# 巴拉科阿

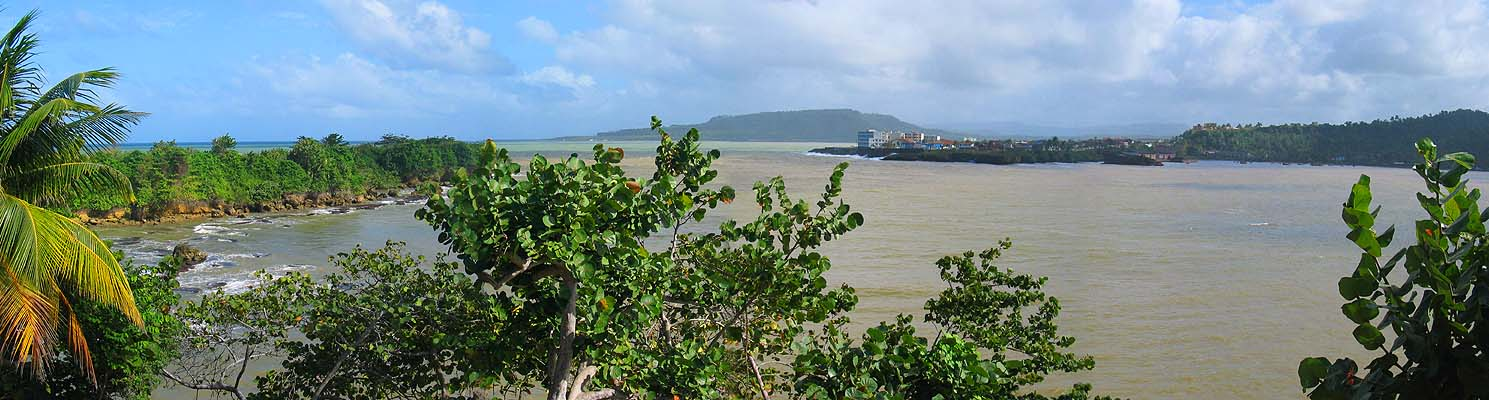
Baracoa

巴拉科阿（西班牙語：Baracoa）是古巴关塔那摩省的一个城市。辖区面积976.4平方千米，2004年人口8.2万。巴拉科阿成立于1511年，由古巴第一任总督迭戈·贝拉斯克斯·德·奎利亚尔成立。它是西班牙在古巴的第一个殖民据点，也是最早的首府。该市别称“第一城”。境内有古斯塔沃·里索机场。